# Борис (Гижа)
Епи́скоп Бори́с (англ. Bishop Boris, в миру Борис Фёдорович Гижа или Борис Теодор Гиза, англ. Boris Theodore Geeza; 18 ноября 1923, боро Портидж, штат Пенсильвания — 30 декабря 2000, Эскондидо, штат Калифорния) — епископ Православной Церкви в Америке, епископ Чикагский и Средне-Западный.

## Биография
Родился 18 ноября 1923 года в городе Портадж (штат Пенсильвания, США) и был третьим из шести детей в семье православного священника Феодора Гижи и матушки Марии Юшак.
Окончив среднюю школу в 1941 году, Борис поступил в Свято-Владимирскую духовную семинарию и Колумбийский Колледж Колумбийского университета. В 1945 году окончил Колумбийский колледж, а в 1946 года — семинарию.
Женился на Елене Кобре. Служил регентом церковного хора и учителем в приходской школе при церкви Трёх святителей в городе Гарфилд (Нью-Джерси).
В 1947 году рукоположён во иерея и проходил служение в клире русской Северо-Американской митрополии.
В 1950-х годы — настоятель Свято-Николаевской церкви в г. Вартон (штат Западная Вирджиния, США).
В марте 1953 года назначен православным военным священником (капелланом) для окормления православных, служащих на американском военном флоте. На этом поприще прослужил 17 лет (в том числе прошёл войну в Корее, и войну во Вьетнаме). За это время был возведён в сан протоиерея.
В 1970 году митрополитом Иринеем был назначен первым благочинным православных военных священников в составе Православной Церкви в Америке, а в 1971 году награждён крестом военного капеллана. В то же время он получил армейский чин коммандера.
Овдовев в 1971 году, окончил аспирантуру при Свято-Владимирской духовной семинарии, и был назначен настоятелем Свято-Троицкого собора в Сан-Франциско, а также канцлером Епархии Запада Православной Церкви в Америке.
В 1977 году во время выборов митрополита Американского и Канадского, первоиерарха Православной Церкви в Америке, выдвигался на этот пост и набрал некоторое количество голосов.
В июле 1978 года избран епископом Манхэттенским, викарием Митрополита всея Америки и Канады.
16 сентября того же года он был пострижен в храме Святой Троицы в Йонкерсе митрополитом Феодосием в монашество и вскоре возведён в сан архимандрита.
В сентябре 1978 года архиепископ Чикагский Иоанн (Гарклавс) ушёл на покой и епархиальный съезд состоявшийся 1 октября того года в Мэдисоне (штат Иллинойс) единодушно избрал архимандрита Бориса на овдовевшую кафедру. Члены Священного Архиерейского Синода Православной Церкви в Америке на заседании в Нью-Йорке 17-18 октября 1978 года утвердили избрание архимандрита Бориса на Чикагскую и Средне-Американскую епархию.
11 ноября того же года в Свято-Троицком соборе в Чикаго хиротонисан во епископа Чикагского и Средне-Американского. Хиротонию совершили: митрополит всея Америки и Канады Американским Феодосий (Лазор), архиепископ Чикагский на покое Иоанн (Гарклавс), епископ Питтсбургский Кирилл (Йончев), епископ Средне-Западно-Американский Фирмилиан (Оцоколич) (Сербская православная церковь) и епископ Серпуховский Ириней (Середний) (Русская православная церковь).
В ходе архиерейского служения епископ Борис организовал епархиальные отделы, начал издавать епархиальную газету «The Vigil» («Бдение»), основал несколько церковных миссий и приходов в епархии Среднего Запада Православной Церкви в Америке (OCA).
В ноябре 1988 года ушёл на покой, но продолжал участвовать в церковной жизни.
Скончался 30 декабря 2000 года в городе Эскондидо (штат Калифорния, США). Похоронен в Итёрнэл Хиллз Мемориэл Парк в городе Ошенсайд.